# لو مون لوزان
لو مون سور لوزان (بالفرنسية: FC Le Mont sur Lausanne)‏ نادي كرة قدم سويسري يلعب في دوري التحدي السويسري. تم تأسيس النادي في عام 1942.

## روابط خارجية
- FC Le Mont-sur-Lausanne